# Малишівське титано-цирконієве родовище
Малишівське (Самотканське) родовище комплексних титано-цирконових розсипів  — розсипне родовище ільменіт-рутил-цирконових пісків у Дніпропетровській області на правому березі р. Дніпро в верхів'ях невеликого його притоку р. Самоткань, неподалік міста Вільногірськ. Відкрите у 1954 році, розробляється з 1961 р. відкритим способом. На даний момент (2012 рік) основне джерело сировини для Вільногірського гірничо-металургійного комбінату, єдине родовище такого типу що розробляється на територій України.

## Загальний опис
Малишівське родовище є прибережно-морським розсипищем, похованим у піщаних відкладах полтавської серії і сарматського ярусу неогену. Ширина покладів 0,3—1,0 км, довжина до 20 км за потужності 5–10 м (у середньому 7,9 м). Важка фракція становить від 10–15 до 100-150 кг/м3. Середній вміст циркону в рудному піску 7,6 кг/м3 (5,1 кг/м3 діоксиду цирконію.
Склад мінералів важкої фракції: змінений ільменіт — 44 %, рутил + лейкоксен (тонкокристалічна суміш оксидів титану) — 16, циркон — 9,6, дистен + силіманіт — 13, турмалін — 9 %; залишок — інші мінерали у невеликих кількостях, у тому числі близько 0,1 карата на 1 м3 — дрібних алмазів. На місці переробляють цирконовий і частково ільменітовий концентрати. Рутиловий і основну частину ільменітового концентратів надсилають споживачам без переробки. В цирконі з концентрату Малишівського родовища міститься 64,3—67 % суми ZrO2 + HfO2, вміст HfO2 в цій сумі — 1,6—1,9 %. Інші домішки: ітрій і лантаноїди — 0,14—0,64 %, U — 0,02, Th — 0,01 %.Приблизно 2,5 % цирконового концентрату складає метаміктний різновид (малакон), тотожний до циркону уранових руд деяких родовищ Центральноукраїнської урановорудної провінції, звідки, ймовірно, цей різновид і походить. У цьому цирконі вміст HfO2 сягає 2,3 %, підвищений також вміст Р205, Y, TR і деяких інших елементів, зокрема U і Th. Існує можливість виділяти цей різновид циркону в самостійний високогафнієвий продукт, оскільки він має підвищену магнітну сприйнятливість. На даний час (2012 рік) запаси родовища відпрацьовані приблизно на 40 %. Проте і ті 60 %, що залишилися, забезпечуватимуть стале добування приблизно на 40 років.
Рудоносні піски родовища приурочені до відкладів сарматського ярусу і полтавської світи.
Відклади полтавської світи в межах родовища широко поширені. Вони залягають горизонтально на відкладах харківського ярусу, які в свою чергу, на окремих ділянках, підстиляються відкладами київського і бучакського ярусів.
Кристалічні породи на родовищі занурені до глибини 80—160 м. Природних виходів вони не утворюють. Складені кристалічні породи в центральній частині родовища осадочно-ефузивним комплексом порід Верховцевської групи магнітних аномалій, який представлений амфіболітами, епідіабазами, хлорит-амфіболовими, кварц-серицитовими і серицит-хлоритовими сланцями, серпентинітовими і кварц-магнетитовими породами. Ці породи утворюють смугу, витягнену в субмеридіальному напрямку, в середині якої розташована центральна частина Самотканського родовища. В східній і західній частині родовища поширені сірі плагіограніти і їхні мігматити. На кристалічних породах залягає товща осадочних відкладів бучакського ярусу потужністю 38 м. Бучакський горизонт перекривається зеленувато-сірими глинами київського ярусу.
Відклади харківського ярусу на родовищі широко розповсюджені і представлені яскраво-зеленими глауконіт-кварцевими пісками.
Контакт полтавських відкладів з підстилаючими породами харківського ярусу поступовий.
В полтавських відкладах виділяється три горизонти:
1. Горизонт зеленувато-сірих або жовтувато-сірих тонкозернистих кварцевих пісків з глауконітом. Тут же виділяються окремі лінзи, збагачені важкими мінералами, вміст деяких іноді досягає промислового. Потужність горизонту 5—8 м.
2. Нижче зеленувато-сірих глин залягає горизонт жовтувато-сірих, дрібнозернистих пісків потужністю 15—20 м. В південній частині цього горизонту і на північ від нього приурочений нижній горизонт рудоносних пісків полтавської світи.
3. В покрівлі відкладів полтавської світи залягає горизонт тонкодисперсних кварцевих пісків з строкатим забарвленням. Верхній горизонт пісків полтавської світи складається з тонких переміжних горизонтальних верств. Потужність верхнього горизонту 3—7 м. З цим горизонтом пісків зв'язане основне оруденіння. Вміст концентрату важких мінералів в цих пісках коливається від 10 до 100—150 кг/м3 і становить у середньому по горизонту майже 40 кг/м3.
Серед важких мінералів в відкладах полтавської світи переважають ільменіт (54,43 %). В меншій кількості присутній дистен-силіманіт (15,74 %): рутил+лейкоксен (14,56 %); ставроліт — (6,71 %); циркон — (4,56 %); турмалін.
На всій площі Самотканського родовища на відкладах полтавської світи залягають піски сарматського ярусу. Контакт пісків полтавської світи, які залягають нижче, горизонтальний, різкий. В пісках сарматського ярусу виділяють три горизонти:
1. Нижній — безрудні піски потужністю 4 м.
2. Середній — представлений сильно збагаченими рудними пісками потужністю 4-8 м.
3. Верхній — представлений менш збагаченими пісками потужністю до 8 м.
Вміст концентрату важких мінералів в пісках сарматського ярусу коливається від 10 до 1 600 кг/м3. Найбільш високий вміст концентрату важких мінералів спостерігається в центральних частинах полос.
На відкладах сарматського ярусу в межах водорозділових просторів залягають червоно-бурі глини. Контакт нерівний. Вище червоно-бурих глин залягають суглинки.
Четвертинні відклади представлені палево-жовтими лесовидними і безструктурними жовто-бурими суглинками.
Рудоносні піски Малишевського родовища в різній степені збагачені важкими мінералами. Розподілення мінералів в рудоносній товщі нерівномірне. Особливо високий вміст їх у рудоносних пісках сарматського ярусу, де в центральній частині рудного тіла відмічається витримана по ширині і простяганню зона сильно збагачених пісків, яка вміщає до 500 кг і більше концентрату мінералів на кубічний метр піску. В периферії рудного покладу сарматського ярусу вміст важких мінералів постійно зменшується переходячи в рядові, а потім в некондиційні руди.
Для рудоносних пісків полтавської світи характерно видержаний вміст важких мінералів. Спостерігається видержаний пласт з вмістом 30—50 кг/м3 концентрату важких металів.
Загальні запаси дистен+силіманіт в цих рудах по родовищу на 01.01.1998 р. становлять по категоріях А+В+С1 — 20 923 тис. т, погашено 48,4 тис. т. Загальні запаси промислових кондиційних руд Малишевського родовища на 01.01.1998 р. по категоріях А+В+С1 — 157 541 тис. т. Погашено 2 560 т.